# 高盧翼龍科
高盧翼龍科（Gallodactylidae）是翼龍目翼手龍亞目的一科，屬於梳頜翼龍超科。